# エベーヌ四重奏団
エベーヌ四重奏団（フランス語:Quatuor Ébène、英語：Ebene Quartet）は、フランスで1999年にブローニュ＝ビヤンクール地方音楽院在学中の4人によって結成された弦楽四重奏団。エベーヌとは黒檀を意味しており、弦楽器や、管楽器、民族楽器において、指板やフィッティングに使われている、クラシックのみならず広く音楽に関心を寄せる、という意味を込めてそう名乗っている。

## メンバー
- ピエール・コロンベ （Pierre Colombet） 第1ヴァイオリン
- ガブリエル・ル・マガデュール （Gabriel Le Magadure） 第2ヴァイオリン
- マリー・シルム　(Marie Chilemme) ヴィオラ　2017年から

　　前任者：アドリアン・ボワソー (Adrien Boisseau) 2015年から2017年まで、マチュー・エルゾグ　(Mathieu Herzog) 創立から2015年まで
- 岡本侑也 チェロ　2024年から

　　前任者：ラファエル・メルラン （Raphaël Merlin）創立から2024年まで
ヴァイオリンの2人はブローニュ＝ビヤンクール地方音楽院でジャズ・ドラム専攻。チェロはジャズ・ピアノ専攻。
これまで、イザイ弦楽四重奏団、ガボール・タカーチ、エバーハルト・フェルツ、ジェルジ・クルタークらに師事した。

## 創立メンバー
- マチュー・エルゾグ （Mathieu Herzog）ヴィオラ
  - カルテット創立時のメンバー。ブローニュ＝ビヤンクール地方音楽院でジャズ・ヴォーカルを専攻した。2014年5月3日、フェイスブックの公式アカウントにて、指揮活動に挑戦したいとの理由から脱退が発表された[1]。脱退発表時の段階で、その後任者や選考するのかどうかも未定。
- ラファエル・メルラン （Raphaël Merlin）チェロ　　
  - 2023年よりジュネーヴ室内管弦楽団の音楽監督を務める。

## 概要

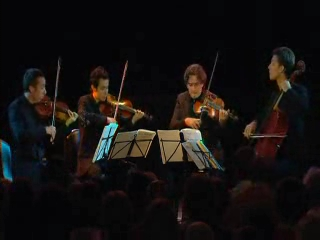
演奏中のエベーヌ四重奏団

2004年に超難関で知られるミュンヘン国際音楽コンクールで優勝し、併せて聴衆賞、2つのベスト・パフォーマンス賞、カール・クリンガー財団賞を受賞し話題をさらった。音楽に対する柔軟な姿勢が国際的な評価を得ている。これまでに数々の世界中の有名ホールで演奏をこなしており、2006年、2007年にラ・フォル・ジュルネ・オ・ジャポンにおいて来日した。

幅広い音楽性で知られ、新しい発見や即興的な志向を持ち、洗練されたダイナミックな音楽性と冒険的で創造的なアプローチを特徴とする。それによって古典派音楽の作品、現代作品そしてジャズにまでも取り組む。クラシックだけでなく、ジャズや現代作品のライブ、ポップアーティストとの競演も行う。モーツァルトの音楽に傾注しているようで、第1ヴァイオリンのコロンブは、
と語っている。

## 受賞歴
- 2004年 ミュンヘン国際音楽コンクール優勝、聴衆賞、2つのベスト・パフォーマンス賞、カール・クリンガー財団賞
- 2009年 グラモフォン・アワード（英語版）2008／09シーズン 年間最優秀レコード賞、最優秀室内楽賞
- 2009年 ECHO-KLASSIK（ドイツ語版） （ドイツ・グラミー賞）最優秀室内楽レコード賞
- 2010年 ヴィクトワール・ドラ・ミュジク賞
- 2010年 ミデム賞 室内楽部門
- 2011年 ECHO-KLASSIK（ドイツ語版） 最優秀室内楽レコード賞（アルバム「フィクション」での受賞）[2]

## ディスコグラフィー
- クラシック
  - 2006年 ハイドン 弦楽四重奏作品64-5 ＜ひばり＞、Op.33-1、Op.76-1
  - 2007年 バルトーク 弦楽四重奏曲 第1, 2, 3番
  - 2008年 ドビュッシー＆ラヴェル＆フォーレ 弦楽四重奏曲集（グラモフォン、ミデム賞受賞作品）
  - 2009年 ブラームス ピアノ五重奏曲、弦楽四重奏曲第1番 山本亜希子との共演
  - 2011年 モーツァルト 弦楽四重奏曲15番、弦楽四重奏曲第19番「不協和音」、ディヴェルティメント K.138
  - 2011年 フォーレ 室内楽作品全集 カプソン兄弟（ルノー・カピュソン、ゴーティエ・カピュソン）、ミシェル・ダルベルト、ニコラ・アンゲリッシュとの共演

- ジャズ、ポップス
  - 2010年　『フィクション』　ナタリー・デセイ、ステイシー・ケント、ファニー・アルダン、ルス・カサルとの共演（Hi Quality CD、ライブDVDが2011年に発売）